# 紅葉川 (福島県)
紅葉川（もみじがわ）は、福島県双葉郡富岡町を流れる河川であり、二級水系紅葉川水系の本流である。

## 概要
富岡町西部、上郡山字滝ノ沢の大倉山東麓を水源とする。東流し中流部にて支流の六反田川と合流した後に毛萱字前川原にて太平洋に注ぐ。河口の南隣には東京電力福島第二原子力発電所が立地する。河川容量が少なく、台風や集中豪雨で洪水が頻発したことから1983年より随所で河川改修が行われてきた。下流部では2011年3月11日に発生した東日本大震災に伴う津波により甚大な被害を受けた。当河川では漁業権は特に設けられていないが、愛好家により鮎の放流が行われていた。

## 流域の自治体
福島県
- 双葉郡富岡町

## 主な支流
下流より記載
- 六反田川

## 主な橋梁
下流より記載
- 紅葉川橋（福島県道391号広野小高線）
- 紅葉川橋梁（JR常磐線）
- 紅葉橋（福島県道244号小塙上郡山線）
- 新楓橋（国道6号）
- 関名古橋（富岡町道）
- 紅葉川橋（常磐自動車道）
- 岩井戸橋（二級町道毛萱太田線）

## 周辺
- 東京電力福島第二原子力発電所
- 太田八幡神社